# Torre de la Puerta del Rincón (Còrdova)
La torre de la Puerta del Rincón és una torre de Còrdova (Espanya), construïda en el segle XIV. Està situada a la intersecció entre els carrers Alfaros i Isabel Losa.

## Història
Tot i que es desconeix amb exactitud l'origen de l'actual torre, sembla que va poder ser cristiana. A tenor de les intervencions arqueològiques dutes a terme, és factible que aquesta es construís sobre torres precedents, ja que el llenç de la muralla va transcórrer pràcticament inalterat des de la fundació de Corduba per part de Claudio Marcelo al segle II a.C. fins pràcticament el segle xix quan el perímetre emmurallat va ser pràcticament desmantellat.

## Arquitectura
Es tracta d'una torrassa de planta octogonal en dos cossos, adossada al llenç de la muralla nord-oriental de la Villa, que resol el fort desnivell topogràfic entre la Villa i Axerquía.